# Marko Vučetić
Marko Vučetić (Kirin Serbia: Марко Вучетић; sinh ngày 24 tháng 6 năm 1986) là một tiền vệ bóng đá Serbia thi đấu cho FK Novi Pazar.